# Hotel Saratoga
El Hotel Saratoga fue una lujosa construcción de 5 estrellas de estilo neoclásico situada en el paseo del Prado, enfrente del Parque de la Fraternidad Americana, en La Habana Vieja, frente a la Fuente de la India, construido en 1880 para almacenes, remodelado como hotel en 1933 y reinaugurado en 2005.

## Historia
El empresario santanderino, Gregorio Palacios, encargó su construcción. El edificio originario, de estilo ecléctico, era de tres plantas. Su primer emplazamiento fue en la calle Monte y luego fue trasladado a los alrededores del Campo de Marte, ya en 1935 las guías turísticas lo destacaban como uno de los mejores hoteles de la capital. Su terraza denominada Aires Libres, era un importante centro cultural y tradicional en el siglo XX. Era el lugar predilecto de Antonio Guiteras, ministro del interior del gobierno de los Cien Días,en 1933.
En la década de 1960, luego de la Revolución Cubana, el hotel fue nacionalizado por el nuevo gobierno comunista y luego se convirtió en un centro de vivienda de clase baja, antes de ser cerrado debido a sus deplorables condiciones.
En 1996, el edificio fue transferido a una empresa mixta recientemente creada, Hotel Saratoga SA, copropiedad de Habaguanex SA, el brazo comercial de la Oficina del Historiador de la Ciudad, y una confederación internacional de inversionistas. Luego se demolió la mayor parte del edificio original, quedando solo la fachada en los dos frentes a la calle.
Fue luego de una ardua reparación, reabierto en 2005 como un fastuoso y caro hotel de categoría cinco estrellas, 96 habitaciones, tres bares, dos restaurantes, piscina, centro de negocios y otras comodidades, constituye uno de los más bellos de la capital cubana.
Su arquitectura responde a la época colonial y a un carácter ecléctico con gran cantidad de elementos de interés como carpintería francesa, cerámicas y mármoles cubanos.

## Explosión
El 6 de mayo de 2022, aproximadamente a las 11:00 (hora local) una explosión generó daños graves al edificio, provocando su colapso parcial. Fuentes gubernamentales informaron que se debió a una explosión de gas mientras se llenaba un depósito en el interior del hotel desde un camión cisterna. La explosión también causó daños graves en edificios colindantes. Muchos heridos fueron transportados a hospitales de La Habana. Muchos transeúntes que caminaban en ese momento por el portal del hotel fallecieron, entre ellos una turista española y una joven cubana embarazada. Se ha informado de 47 muertos.
A finales del 2022 comenzaron las obras para la restauración total del hotel.